# Старый Торъял
Старый Торъял (мар. Тошто Торъял) — село в Новоторъяльском районе Республики Марий Эл. Административный центр Староторъяльского сельского поселения.

## География
Находится в северо-восточной части республики Марий Эл на расстоянии приблизительно 4 км по прямой на юг-юго-восток от районного центра посёлка Новый Торъял.

## История
Известно с 1751 года как Торъял. В 1753 году здесь освятили Вознесенскую церковь. В 1766 году здесь насчитывалось 15 домов, в 1884 году — 11 дворов, 223 ревизских души, из них 5 человек русских, остальные — мари. После открытия нового села — Новоторъяльского стало называться Староторъяльским. В 1839 году построили новую деревянную церковь, которая сгорела в 1857 году. После пожара старую церковь перестроили в Казанскую церковь (в 1930 году разобрана и перевезена в деревню Ушемнур, где построили клуб). В 1966 году в состав села вошли деревни Верхний Торъял, Кугу Торъял, Нижний Торъял. Работал колхоз «Прогресс».

## Население
Население составляло 773 человека (мари 81 %) в 2002 году, 735 в 2010.

## Известные уроженцы
- Романова Майя Тимофеевна (1927—2014) — марийская советская актриса театра, исполнительница марийских песен. Одна из ведущих актрис Марийского театра драмы им. М. Шкетана (1946—1987). Заслуженная артистка РСФСР (1969), заслуженная артистка Марийской АССР (1960).
- Соколова Мария Степановна (род. 1924) — советский библиотечный деятель. Библиотекарь Староторъяльской сельской библиотеки Новоторъяльского района Марийской АССР (1958—1980). Заслуженный работник культуры РСФСР (1969).